# Nereid (vệ tinh)
Nereid là vệ tinh tự nhiên lớn thứ ba của Sao Hải Vương. Nó có một quỹ đạo có độ lệch tâm cao. Nó là vệ tinh thứ hai của Sao Hải Vương được phát hiện, bởi Gerard Kuiper năm 1949.
Nereid được phát hiện vào ngày 1 tháng 5 năm 1949 bởi Gerard P. Kuiper trong các tấm ảnh được chụp với kính viễn vọng 82 inch tại Đài quan sát McDonald Observatory. Ông đề xuất cái tên trong báo cáo phát hiện của mình. Nó được đặt tên theo các Nereid, các nữ thần biển cả trong thần thoại Hy Lạp và là người hầu của thần Neptune. Nó là vệ tinh thứ hai và cuối cùng được phát hiện trước chuyến ghé thăm của tàu Voyager 2 (không tính quan sát duy nhất của một sự che khuất của Larissa vào năm 1981).

## Chu kỳ quay và tự quay
Nereid quay quanh Sao Hải Vương theo một hướng cùng với hướng của Sao Hải Vương ở một khoảng cách trung bình là 5.513.400 km (3.425.900 mi), nhưng với độ lệch tâm lớn 0.7507 khiến nó gần nhất là 1.372.000 km (853.000 mi) và xa nhất là 9.655.000 km (5.999.000 mi).
Quỹ đạo bất thường này gợi ra rằng hoặc nó là một tiểu hành tinh bị bắt giữ hoặc một thiên thể thuộc Vành đai Kuiper, hoặc là nó là một vệ tinh bên trong trong quá khứ và bị nhiễu loạn khi Sao Hải Vương bắt giữ vệ tinh lớn nhất của nó là Triton.
Vào năm 1991, một chu kỳ tự quay của vệ tinh Nereid là vào khoảng 13.6 tiếng được quyết định bởi một phân tích độ cong ánh sáng của nó. Vào năm 2003, một chu kỳ tự quay khác vào khoảng 11.52 ± 0.14 hours đã được tính toán. Tuy nhiên, quyết định này sau đó đã gây tranh cãi, và các nhà nghiên cứu khác vào một khoảng thời gian đã thất bại trong việc phát hiện bất cứ điều biến định kỳ này trong đường cong ánh sáng của vệ tinh Nereid từ những quan sát trên mặt đất. Vào năm 2016, một chu kỳ tự quay rõ ràng là 11.594 ± 0.017 tiếng đã được quyết định dựa trên những quan sát bằng kính thiên văn Kepler.

## Đặc điểm vật lý
Nereid là vệ tinh lớn thứ ba của Sao Hải Vương và có bán kinh trung bình vào khoảng 170 kilômét (110 mi). Nó khá lớn so với một vệ tinh dị hình. Vẫn chưa biết rõ hình dạng của vệ tinh Nereid.
Kể từ năm 1987 một vài quan sát ảnh của vệ tinh Nereid đã phát hiện những biến thiên lớn (~1 kinh độ) về độ sáng của nó, thứ có thể xảy ra qua nhiều năm và tháng, nhưng đôi khi thậm chí là một vài ngày.